# Loma Bonita Loxicha
Loma Bonita Loxicha är en ort i Mexiko.   Den ligger i kommunen San Agustín Loxicha och delstaten Oaxaca, i den sydöstra delen av landet, 500 km sydost om huvudstaden Mexico City. Loma Bonita Loxicha ligger 1 169 meter över havet och antalet invånare är 304.
Terrängen runt Loma Bonita Loxicha är kuperad åt sydväst, men åt nordost är den bergig. Terrängen runt Loma Bonita Loxicha sluttar västerut. Runt Loma Bonita Loxicha är det ganska glesbefolkat, med 39 invånare per kvadratkilometer. Närmaste större samhälle är San Agustín Loxicha, 5,7 km öster om Loma Bonita Loxicha. I omgivningarna runt Loma Bonita Loxicha växer huvudsakligen savannskog.